# Philipp Jaffé
Philipp Jaffé (Schwersenz, 17 febbraio 1819 – Wittenberg, 3 aprile 1870) è stato uno storico, filologo e diplomatista tedesco.

## Biografia
Philipp Jaffé nacque a Schwersenz (l'odierna Swarzędz), allora nella Polonia prussiana, da Elias, appartenente ad una famiglia di mercanti ebrei. Allievo di Leopold von Ranke (1795-1886), maestro della storiografia positivistica, Jaffé studiò alla Università Humboldt di Berlino ed entrò a far parte della redazione dei Monumenta Germaniae Historica grazie alla conoscenza con il suo ispiratore, Georg Heinrich Pertz. Nel 1843 Jaffé, infatti, pubblicò il libro Storia dell'impero tedesco sotto Lotario il Sassone, che continuò nella Storia dell'impero tedesco sotto Corrado III del 1845, dopo aver completato gli studi di storia nel 1844 senza però ottenere la laurea. Il Jaffé, all'interno dei Monumenta, svolse il ruolo fondamentale di curare i Regesta Pontificum Romanorum, enorme opera che raccoglie 11.000 documenti del papato emessi dagli inizi della Chiesa fino al 1198 e che venne pubblicata la prima volta a Berlino nel 1851: si data con quest'anno l'inizio della diplomatica pontificia. Laureatosi nel 1853 in medicina, Jaffé fu anche professore nell'Università di Berlino e pubblicò, fra l'altro, un'edizione critica in sei volumi di documenti medievali, la Bibliotheca Rerum Germanicarum (1864-1873). Affetto da una grave malattia mentale, finì suicida.